# Tephrina inchoata
Tephrina inchoata är en fjärilsart som beskrevs av Louis Beethoven Prout 1914. Tephrina inchoata ingår i släktet Tephrina och familjen mätare. Inga underarter finns listade i Catalogue of Life.